# 王禎
王 禎（おう てい、生没年不詳）は、中国元代の農学者。字は伯善。東平府須城県の人。
農業技術に精通しており、みずから農具を設計・製作して普及に努めた。北から南まで中国全土を網羅した総合的な農業技術書を初めて編纂した。

## 官歴と『農書』の編纂
旌徳県令や永豊県令を務めて治績を挙げた。皇慶2年（1313年）に刊行した『農書』22巻（36巻とも）を著す。そこには、同時代に至る過去の農業技術の集大成ともいえる、農作業・栽培法・農具に関する詳細な記録を273幅もの図録とともに紹介している。

## 印刷技術
『農書』の中で、木活字を使用してみずからの著書を印刷したことを述べている。この『農書』の中で特に注目されるのは、活字を配列する回転活字台に言及していることである。